# João Coelho Neto
João Coelho Neto, más conocido como Preguinho (Río de Janeiro, 8 de febrero de 1905-29 de septiembre de 1979), fue un futbolista brasileño. Fue hijo del escritor Coelho Neto. De 1925 a 1938 vistió la camiseta del Fluminense Football Club, donde marcó 184 goles. Fue delantero, y jugó para la Selección de fútbol de Brasil en la Copa Mundial de Fútbol de 1930, donde marcó el primer gol brasileño en copas mundiales. Tras su muerte, Fluminense erigió una estatua en su honor.

## Clubes como jugador
- Fluminense Football Club (1925-1938)

- Datos: Q456600